# 第2ラテラン公会議
第2ラテラン公会議（だいにラテランこうかいぎ）は、1139年4月3日から8日にかけて、ローマのサン・ジョバンニ・イン・ラテラノ大聖堂に隣接していたラテラノ宮殿で行われたカトリック教会の公会議。対立教皇アナクレトゥス2世によって引き起こされた問題を解決するため、教皇インノケンティウス2世によって召集された。100人以上の司教が参加し、大修道院長などを加えると参加者は数百人にも上った。第2ラテラノ公会議とも表記される。

## 経緯
1130年、教皇ホノリウス2世の死後、フランス系の枢機卿たちの後押しによって選ばれた新教皇インノケンティウス2世の選出を不服とする枢機卿たちが、選出を無効であるとして、新たにピエトロ・ピエルレオニを教皇として立てた。これがアナクレトゥス2世である。教会はこの二人の教皇のどちらを支持するかをめぐって分裂状態になったが、諸侯などの後押しを得て徐々にインノケンティウス2世が有利になっていった。アナクレトゥス2世は不利な状況におかれたまま、1138年1月25日に逝去した。インノケンティウス2世はここで事態の清算をはかるべく公会議の召集を宣言した。これが開会にいたる経緯である。

## 内容
議事録などの公式な資料は残っていないが、公会議の採択した教令や種々の資料から、この会議で扱われ、決定したのは以下のような内容であった。
- フルダ修道院長シュトゥルムの列聖
- ピエール・ド・ブリュイ及びアンリ・ド・ローザンヌが広めていた信仰の異端認定
- 聖職者が財産を持つべきでないと唱えたブレシアの参事会員アルノルド・ダ・ブレシアへの説教・著述の禁止
- 対立教皇アナクレトゥス2世の同盟者としてシスマを長引かせた張本人であるシチリア王ルッジェーロ2世の破門

## カノン
この会議では30条のカノンが公布された。その大多数はシスマの間にインノケンティウス2世が主宰した教会会議で決議されたカノンであった。すなわち、クレルモン（1130年）、ランス（1131年）、ピアチェンツァ（1132年）、そしてピサ（1135年）で行われた会議のカノンである。特に重要なのがクレルモン教会会議とピサ教会会議であり、両会議で制定されたカノンの全てが第2ラテラノ公会議のカノンに再録されている。また、第1ラテラノ公会議など以前の公会議で公布されたカノンも組み込まれている。
第1ラテラノ公会議のカノンと比較すると、長く、詳細で、結果と罰則を強調しているという特徴が見られる。
カノンの主な内容は以下の通りである。
1．聖職売買の禁止
2．1．と同意
3．破門された者と知りながらその者に聖体を授けた者を破門
4．聖職者は剃髪を維持し、適切な祭服を着用しなければならない
5．死亡した聖職者の財産の占有を禁止
6．副助祭司以上の聖職者の婚姻を禁止
7．信徒が妻帯した聖職者のミサのことばを聞くことを禁止
8．修道女を自称する者の婚姻を禁止
9．修道士や聖堂参事会員が金銭目的で世俗法や医学を学ぶことを禁止
10．①俗人による十分の一税受領を禁止　②俗人の教会所有者は教会を司教の権力の下に返還しなければならない
　10の末尾．①未叙階の若者に聖職を授けることを禁止　②適切な聖職に就くことを拒否した者は聖職を停止される
11．非戦闘民の保護を規定
12．神の休戦を確認（水曜の日の入りから月曜の日の出まで、待降節から御公現の祝日までの8日間、五旬節主日から復活祭までという具体的記述あり）
13．高利貸しを強く非難、キリスト教徒としての埋葬を拒絶
14．馬上槍試合を禁止、行った者をキリスト教徒として埋葬することを拒絶
15．聖職者や修道士に暴行を働いた者を破門、教皇だけがこの者を赦免できる
16．聖職の世襲を禁止
17．近親婚を禁止
18．放火を働いた者及び農村を荒らす者を非難、キリスト教徒としての埋葬を拒絶
19．放火の罪を緩和した司教は1年間の聖職停止
20．王と君主は大司教や司教と協議のうえで罪人を処罰できる
21．司祭の息子は、修道院や聖堂参事会員の家に住んでいたのでなければ教会に使えることができない
22．内面を伴わない悔悛を非難
23．秘跡を否定する異端者を非難
24．聖油、埋葬の対価として金銭を受領することを禁止
25．①俗人による聖職叙任の禁止　②俗人は教会財産を処分できない
26．修道女を自称する者は聖ベネディクト、聖バシレイオス、聖アウグスティヌスの戒律に従って暮らさなければならない
27．男女の修道士が同一の聖歌隊に加入することを禁止
28．修道士の司教選挙権を承認
29．キリスト教徒に対する殺傷性のある武器の使用の禁止、使用した者は破門
30．対立教皇アナクレトゥス2世及びその他の離教者、異端者による叙階の無効
これらのカノンはテーマ別に分けると次のようになる。
教会改革に関するカノン（1，2，3，17，24）、聖職者の道徳と規律に関するカノン（4，6，7，8，9，10，16，21，26，27，28）、俗人による聖職叙任の乱用を非難するカノン（5，10の末尾，22，25）、社会的問題に対処するカノン（11，12，13，14，15，18，19，20，23，29，30）である。

## 影響
この会議で公布されたカノンはサントの地方教会会議の立法とランスで開催されたエウゲニウス3世の教会会議に影響を与えた。
また、30のカノンのうち18のカノンがグラティアヌス教令集に収録され、カノン29はグレゴリウス9世教皇令集Liber extraにも収録された。